# Larion Serghei
Larion Serghei, né le 11 mars 1952 et mort le 5 novembre 2019, est un kayakiste roumain. Il a participé aux Jeux olympiques d'été de 1976. Lors de ceux-ci, il a remporté la médaille de bronze dans l'épreuve du 500 mètres kayak biplace avec son compatriote Policarp Malîhin.

## Palmarès

### Jeux olympiques
- Jeux olympiques de 1976 à Montréal,  Canada
  -  Médaille de bronze.